# オリビエ・ドゥルーズ
オリビエ・ドゥルーズ（Olivier Doleuze、香港表記:杜利萊、1972年4月19日 - ）は、香港ジョッキークラブを拠点としていた元騎手。フランス出身。父のジョルジュ・ドルーズも元騎手で現在は調教師。姓はドルーズ、名前は英語読みでオリヴァーと表記される場合もある。

## 来歴

### フランス時代
1984年ごろ、14歳のときにクリスティアーヌ・ヘッド厩舎の見習騎手候補生となる。
1986年ごろ、16歳のときに父の管理する馬に騎乗して勝利し、騎手として初勝利を挙げる。
1994年、グリーンテューンに騎乗してプール・デッセ・デ・プーランを制し、フランスのクラシック競走初勝利を挙げた。
1998年、自己最多となる1シーズン85勝を挙げる。
2002年、それまで務めていたヴェルテメール兄弟（アランとジェラルド）の所有馬への主戦騎手を降板させられたことをきっかけに香港へ渡った。

### 香港時代
2001年/2002年シーズン中の2002年より香港ジョッキークラブでの騎乗を開始し、同シーズンは141戦して26勝を挙げ、勝利数10位となった。
2003年/2004年シーズンは、152戦19勝で11位だった。
2006年/2007年シーズンは、自己最多勝となる67勝を挙げた。
2007年/2008年シーズン中の2008年には、安田記念に出走するグッドババとともに初めて日本へ遠征したが、17着という結果に終わった。
2018年/2019年シーズンをもって騎手を引退する。

## おもな騎乗馬

### フランス時代
- Kistena / キステナ（1996年 アベイ・ド・ロンシャン賞）
- Occupandiste / オキュパンディスト（1997年 モーリス・ド・ゲスト賞、フォレ賞）
- Yokohama / ヨコハマ（1997年 フォワ賞）
- Loving Claim / ラヴィングクレーム（1997年 マルセルブサック賞）
- Chief Contender / チーフコンテンダー（1997年 カドラン賞）
- Juvenia / ジュヴェニア（1998年 マルセルブサック賞）
- Egyptband / エジプトバンド（2000年ディアヌ賞）
- Okawango / オカワンゴ（2000年 グラン・クリテリウム）
- Iron Mask / アイアンマスク（2001年 クリスフライヤーインターナショナルスプリント）
- Dedication / デディケイション（2002年 フォレ賞）

### 香港時代
- The Duke / ザデューク（2006年 香港マイル）
- Good Ba Ba / グッドババ（2007年 香港マイル、2008年 チャンピオンズマイル）